# Sodium Reactor Experiment
Sodium Reactor Experiment (SRE) – amerykański eksperymentalny reaktor jądrowy działający w latach 1957–1964, położony ok. 48 km od Los Angeles, na terenie Santa Susana Field Laboratory. Był to pierwszy reaktor jądrowy w USA, który dostarczył energię elektryczną do sieci (12 lipca 1957). W 1959 miała tam miejsce awaria ze stopieniem rdzenia reaktora i kontrolowaną emisją substancji promieniotwórczych do atmosfery. Demontaż i likwidacja reaktora została zakończona w 1981. W sierpniu 2009 Departament Energii Stanów Zjednoczonych przeprowadził z lokalną społecznością warsztaty na temat tej awarii.

## Historia

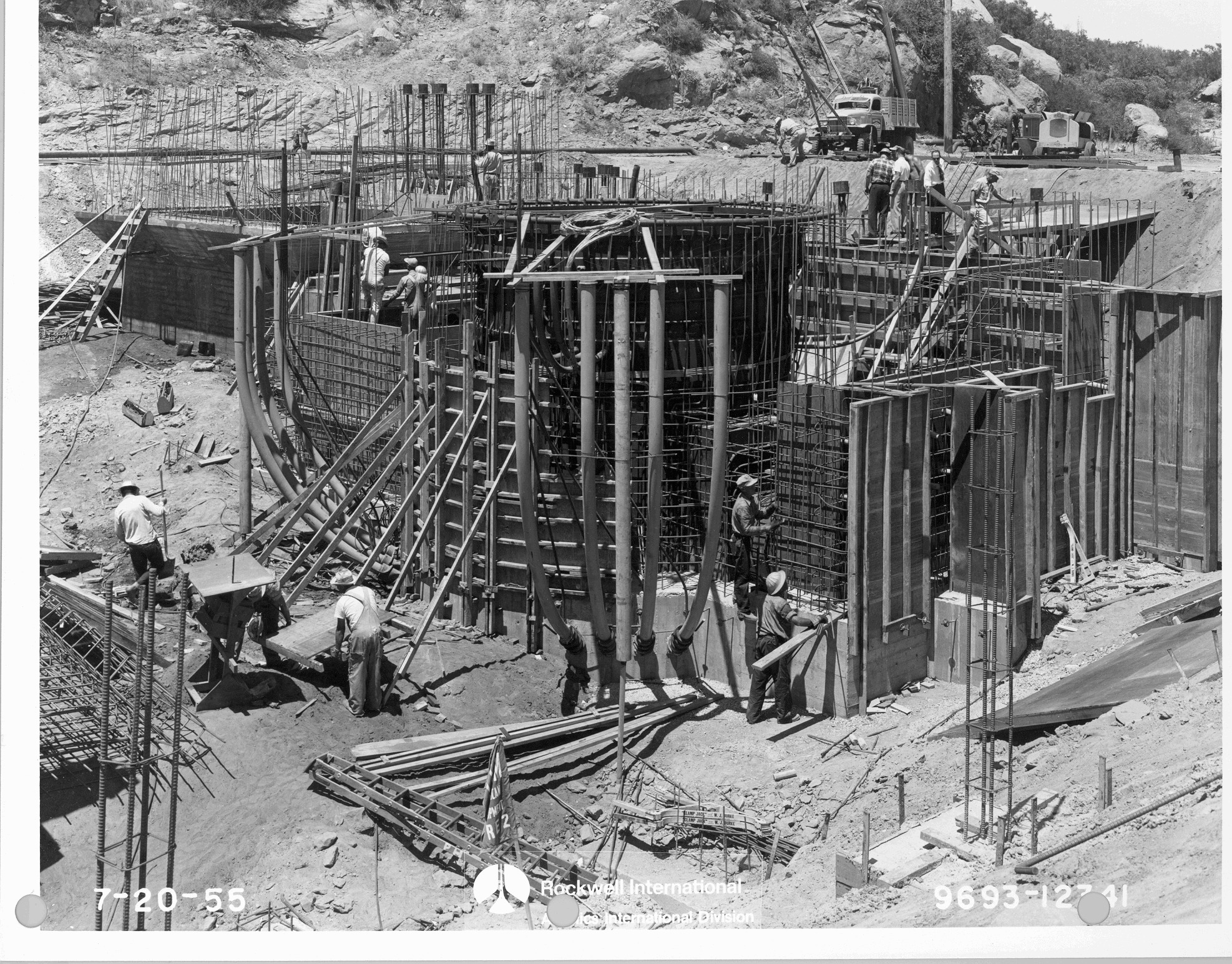
Budowa obudowy reaktora SRE

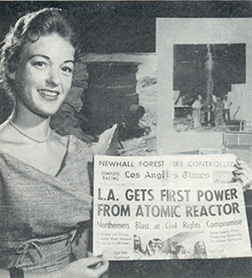
Okładka LA Times nt. włączenia SRE do sieci energetycznej

Projekt budowy reaktora SRE był jednym z wybranych w 1954 przez Atomic Energy Commission projektów mających badać praktyczne możliwości otrzymywania energii elektrycznej z reakcji rozszczepienia jąder na przemysłową skalę. Budowa ośrodka badawczego rozpoczęła się w czerwcu 1954. Firma Southern California Edison dostarczyła reaktor o mocy 6,5 MW, który stan krytyczny osiągnął 25 kwietnia 1957. W lipcu 1958 Atomics International zrealizowało film o budowie reaktora. Gdy reaktor dostarczył energię elektryczną do sieci pobliskiego miasta Moorpark, Los Angeles Times umieścił informację o tym na pierwszej stronie.
W lipcu 1959 w reaktorze doszło do awarii spowodowanej uszkodzeniem uszczelek pomp tłoczących ciekły sód, stanowiący czynnik chłodniczy reaktora. Zatkały one kanały chłodzące pręty paliwowe, co doprowadziło do stopienia rdzenia reaktora, ostatecznie powodując uszkodzenie 13 z 43 prętów. Operatorzy reaktora wiedzieli, że zachowuje się on anormalnie, ale nie znali dokładnych skutków awarii. Poznano je dopiero przy inspekcji reaktora.
Po oczyszczeniu zbiornika reaktora i zamontowaniu nowego rdzenia, 7 września 1960 reaktor podjął pracę na nowo. Rok później operator reaktora zrealizował na zlecenie AEC film wyjaśniający awarię z 1959.
Reaktor pracował do 15 lutego 1964, gdy wyłączono go w celu przeprowadzania modyfikacji. W maju 1965 AEC zdecydowała się jednak zakończyć projekt.
Demontaż SRE rozpoczęto w 1976 a zakończono w 1981. W 1982 AEC opublikowała film dokumentujący ten proces. Usunięcie ostatnich elementów infrastruktury i przywrócenie stanu terenu sprzed budowy dokonano w 1999.

## Budowa i działanie

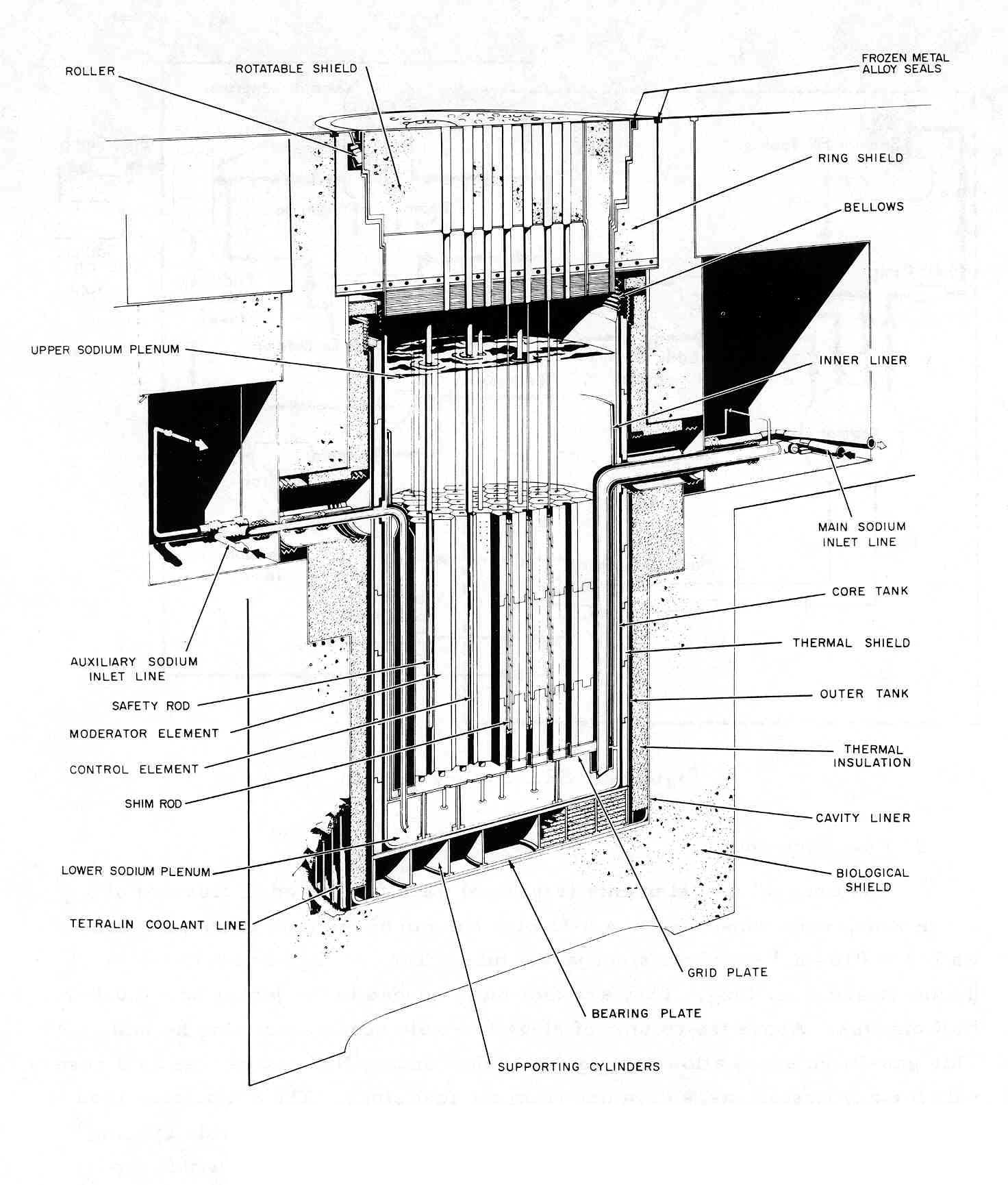
Przekrój przez reaktor SRE

Celem SRE było zademonstrowanie możliwości uzyskania energii cieplnej z reaktora jądrowego chłodzonego ciekłym metalem (sodem) w celu komercyjnego wytwarzania z niej energii elektrycznej. Celem drugorzędnym było zebranie danych o pracy reaktora na paliwie jądrowym uranowo-torowym. Reaktor był elastyczną platformą badawczo-rozwojową.
Z uwagi na to, że pary sodu w temperaturach roboczych reaktora mają niskie ciśnienie, w odróżnieniu od pary wodnej, SRE nie potrzebował systemu wysokiego ciśnienia chłodziwa. Z tego samego powodu nie potrzebował też specjalnej obudowy bezpieczeństwa – zakładano konieczność zabezpieczenia gazów o ciśnieniu atmosferycznym.
Rdzeń reaktora umieszczony był w dolnej części zbiornika ze stali nierdzewnej, zanurzony w ciekłym sodzie. Składał się z 43 elementów paliwowych, każdy złożony z 7 prętów paliwowych. Pręt stanowił stalowy cienkościenny cylinder o długości 180 cm, wypełniony 12 pastylkami paliwa jądrowego. Niektóre elementy paliwowe wyposażone były w termopary. Odczyt dwóch z nich prowadzony był z pokoju kontrolnego reaktora a pozostałych – poza pokojem. Temperatura sodu była mierzona w kilku miejscach reaktora.
Przy pełnej mocy reaktora sód w komorze pod rdzeniem reaktora miał temperaturę 260 °C. Przepływając w górę komory, przez rdzeń, ogrzewał się do temperatury 510 °C. Przestrzeń nad poziomem sodu a szczytem zbiornika wypełniona była sprężonym helem. Obieg pierwotny zawierał 22 680 kg sodu, tłoczonego przez pompy do jednego z dwóch wymienników ciepła, w których ciepło było przekazywane do obiegu wtórnego (woda).